# Bundesstraße 184
De Bundesstraße 184 (ook wel B184) is een weg in de Duitse deelstaten Saksen-Anhalt en Saksen.
De B184 begint bij Heyrothsberge en loopt langs de steden Zerbst, Dessau-Roßlau, Bitterfeld-Wolfen, Delitzsch en verder naar Leipzig. De B184 is ongeveer 111 kilometer lang.

## Routebeschrijving
Saksen-Anhalt
De B184 begint bij Königsborn ten zuidoosten van Maagdenburg op een kruising met de B246 en loopt via Wahlitz, Gommern waar ze een samenloop heeft met de B246a., passeert Danninkow en Zerbst waar de B187a aansluit en komt in de stad Dessau-Roßlau steekt de B184 de Elbe over en heeft er een samenloop met de B185. Ze kruist bij afrit Dessau-Süd de A9. Ze loopt Bitterfeld-Wolfen waar ze een samenloop kent met de B100. Waarna ze via de randweg van Roitzsch de deelstaatgrens met Saksen bereikt.
Saksen
De B184 loopt met een randweg langs Delitzsch waar ze een samenloop kent met de B183a. Ze loopt naar het zuidwesten en eindigt op ongeveer een kilometer van afrit Leipzig-Mitte A14 op een kruising met de B2.
B1 · B2 · B4 · B6 · B6n · B7 · B19 · B27 · B62 · B71 · B71n · B79 · B80 · B81 · B84 · B85 · B86 · B87 · B88 · B89 · B90 · B91 · B92 · B93 · B94 · B95 · B96 · B97 · B98 · B99 · B100 · B101 · B107 · B115 · B156 · B169 · B170 · B171 · B172 · B172a · B172b · B173 · B174 · B175 · B176 · B178 · B180 · B181 · B182 · B183 · B183a · B184 · B185 · B186 · B187 · B187a · B188 · B189 · B190 · B190n · B242 · B243 · B244 · B245 · B245a · B246 · B246a · B247 · B248 · B248a · B249 · B250 · B278 · B280 · B281 · B282 · B283 · B285